# Akademie für Hörakustik
Die Akademie für Hörakustik (afh) ist die zentrale deutsche Bildungseinrichtung für Hörakustiker mit Sitz auf dem Campus Hörakustik im Hochschulstadtteil St. Jürgen in Lübeck. Sie ist eine rechtlich unselbstständige Tochter der Bundesinnung der Hörakustiker KdöR und Teil des Campus Hörakustik.
Die afh ist zuständig für die überbetriebliche Lehrlingsunterweisung (ÜLU), die Meisterausbildung sowie für berufsständische Fort- und Weiterbildung von Hörakustikern in Deutschland.
Die überbetriebliche Lehrlingsunterweisung wird in enger Zusammenarbeit mit der Bundesoffenen Landesberufsschule für Hörakustiker und Hörakustikerinnen in Lübeck durchgeführt, die sich ebenfalls auf dem Campus Hörakustik befindet.
Bei der afh handelt es sich um das weltweit größte Aus- und Weiterbildungszentrum für ein Gesundheitshandwerk. Die afh ist qualitätstestiert nach LQW (Lernerorientierte Qualitätstestierung in der Weiterbildung).
Seit 1999 bieten die Technische Hochschule Lübeck und die Akademie für Hörakustik in enger Kooperation den Bachelor-Studiengang „Hörakustik“ an, seit 2018 zusammen mit der Universität zu Lübeck den Masterstudiengang „Hörakustik und audiologische Technik“.

## Ausbildungsbereiche
MeistervorbereitungDie Meistervorbereitung umfasst Unterricht in Audiometrie, Hörsystemanpassung, Otoplastik und Reparatur- und Servicetechnik.
PädakustikDie Versorgung von mittel- und hochgradig hörgeschädigten Säuglingen und Kindern erfordert eine spezielle Ausbildung. Die afh bietet Pädakustik-Kurse für Hörakustiker-Meister und Hörakustiker-Gesellen ab einer 3-jährigen Berufspraxis an. Es werden theoretische Kenntnisse aus medizinischen, pädagogischen und audiologischen Fachbereichen vermittelt, sowie die Praxis von Pädaudiometrie und Hörsystemanpassung vermittelt und trainiert.
TinnitusZielgruppe für Fortbildungen zum Thema Tinnitus und Hyperakusis sind Hörakustiker, HNO-Ärzte, Psychologen und Therapeuten, die sich auf eine Tinnitus-Behandlung spezialisieren möchten. Der Schwerpunkt liegt dabei vor allem auf Techniken des Retrainings und der apparativen Versorgung.
CochlearimplantatFortbildungen zum Cochlearimplantat (CI)-Akustiker umfassen theoretische und praktische Kenntnisse bei der Beratung, dem technischen Service, der Wartung und der Anpassung.

## Studiengänge Hörakustik
Die afh bietet in Zusammenarbeit mit der Technischen Hochschule Lübeck den Bachelor-Studiengang Hörakustik an. Der Studiengang besteht aus insgesamt sechs Semestern, die sich in drei Semester Basisstudium und drei Semester Kernstudium gliedern. Das Basisstudium vermittelt mathematisch-naturwissenschaftliche, technische und medizinische Grundlagen, die für eine vertiefte Behandlung hörakustischer Fragestellungen erforderlich sind. Im Kernstudium werden die Bereiche Akustik/Elektroakustik, Digitale Signalverarbeitung, Hörpsychologie, Audiologie, Hörsystemanpassung, Technologie und Messtechnik bei Hörsystemen und Betriebswirtschaft vertieft behandelt. Zulassungsvoraussetzung ist ein Gesellenbrief im Hörakustikerhandwerk.
Mit der Universität zu Lübeck als weiterem Partner wird seit 2018 der Master-Studiengang „Hörakustik und audiologische Technik“ angeboten.

## Räume und Ausstattung
Auf dem Campus stehen folgende Fach- und Vortragsräume zur Verfügung:
- 52 Klassen- und Projekträume mit Multimediaausstattung
- 56 Mess- und Anpassräume mit aktuellster Audiometrie- und Messsystemausstattung
- 6 Räume für Otoplastik und CAD mit über 100 Arbeitsplätzen
- 10 Räume für Akustik und Hörsystem-Messtechnik mit 180 Arbeitsplätzen

Insgesamt verfügt die Einrichtung über 6 Boardinghäuser zur Unterbringung der Schüler und erstreckt sich über 40.000 m² Gesamtfläche.

## Sammlung
Die Akademie verfügt über eine der weltweit größten Sammlungen historischer Hörhilfen, die die Entwicklung vom klassischen Hörrohr zum modernen digitalen Hörgerät veranschaulicht.